# Nördlinger Ries
De Nördlinger Ries, of kortweg Ries, is een min of meer cirkelvormige inslagkrater in Zuid-Duitsland, in het grensgebied van de Schwäbische en Fränkische Alb, binnen de stedendriehoek Neurenberg – Stuttgart – München. De krater is meer dan 14 miljoen jaar geleden ontstaan en is sindsdien grotendeels opgevuld door geologische processen.

## Kenmerken en ligging
Het gebied heeft een diameter van 22 tot 24 kilometer en een oppervlakte van ongeveer 350 km², waarvan het grootste gedeelte in Beieren ligt; een kleiner gedeelte behoort tot Baden-Württemberg. In het gebied liggen de kleine steden Nördlingen, Harburg, Oettingen, Bopfingen en Wemding, en het wordt doorsneden door de rivieren de Wörnitz en de Eger. Het gebied is nagenoeg vlak, in tegenstelling tot de aangrenzende middelgebergten. De Ries ligt op een hoogte tussen 415 en 460 meter boven zeeniveau.

## Geologische geschiedenis
Op basis van de gevonden gesteenten, met name sueviet (letterlijk: Zwabensteen), meende men dat de cirkelvormige structuur van vulkanische oorsprong moest zijn; pas in 1960 werd bewezen dat een meteorietinslag de oorzaak was. Na deze Ries-inslag, 14,3 à 14,5 miljoen jaar geleden, werd een betrekkelijk zout meer gevormd dat in de loop van de tijd dichtslibde en opdroogde. Deze verlanding duurde naar schatting twee miljoen jaar. Rond de twee laatste ijstijden ontstond door verwaaiing een dikke laag löss in het kratergebied.  De mens maakte hier vanaf het neolithicum dankbaar gebruik van. Tot op de huidige dag is het Nördlinger Ries een vruchtbaar gebied met veel akkerbouw.

## Zichtbaarheid
Hoewel de Nördlinger Ries tot de best bewaarde grote inslagkraters op aarde wordt gerekend, is hij alleen van bovenaf duidelijk herkenbaar. Door zijn omvang en de sterke verwering is er vanaf de bodem weinig te zien; het opvallendst is nog de rand van de krater, die als een richel langs de horizon loopt en met bos begroeid is.

## Galerij

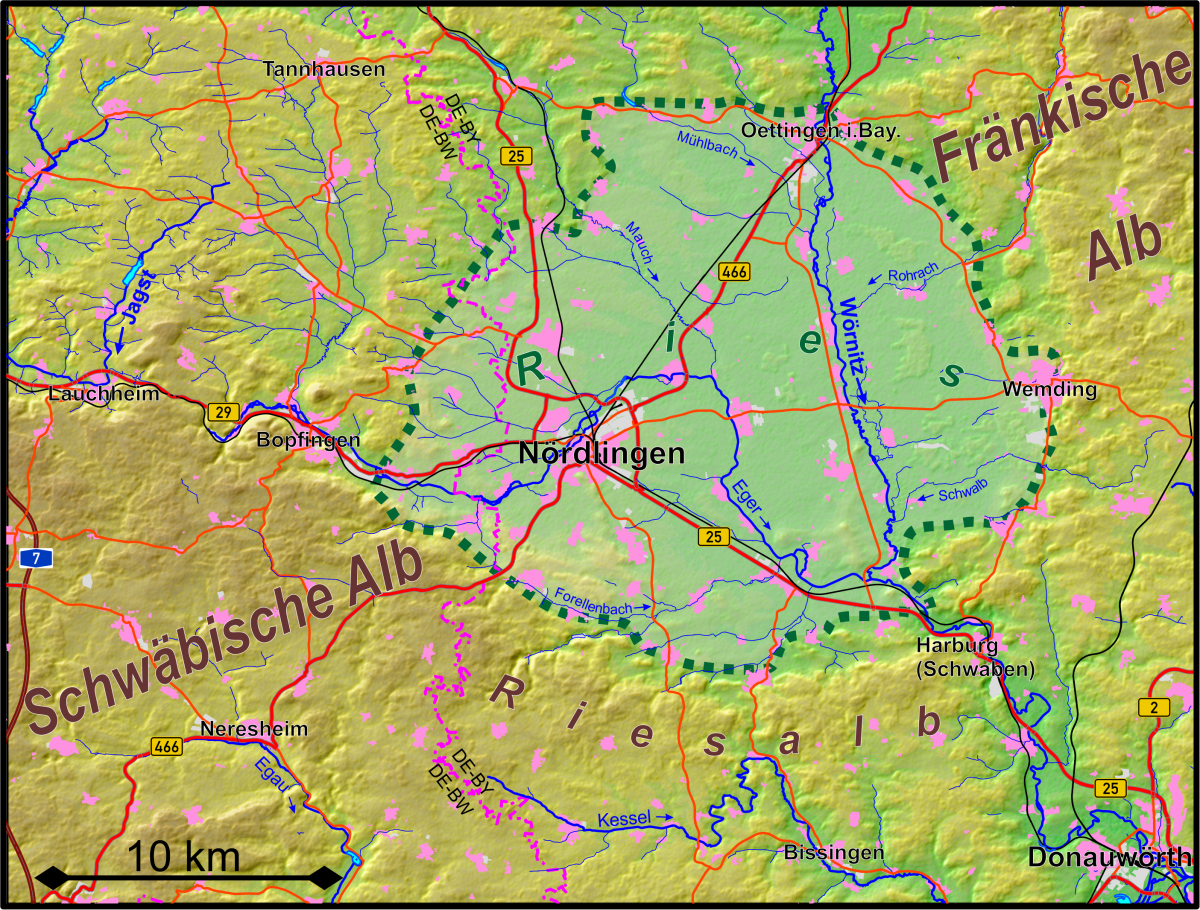
Kaart van het Nördlinger Ries
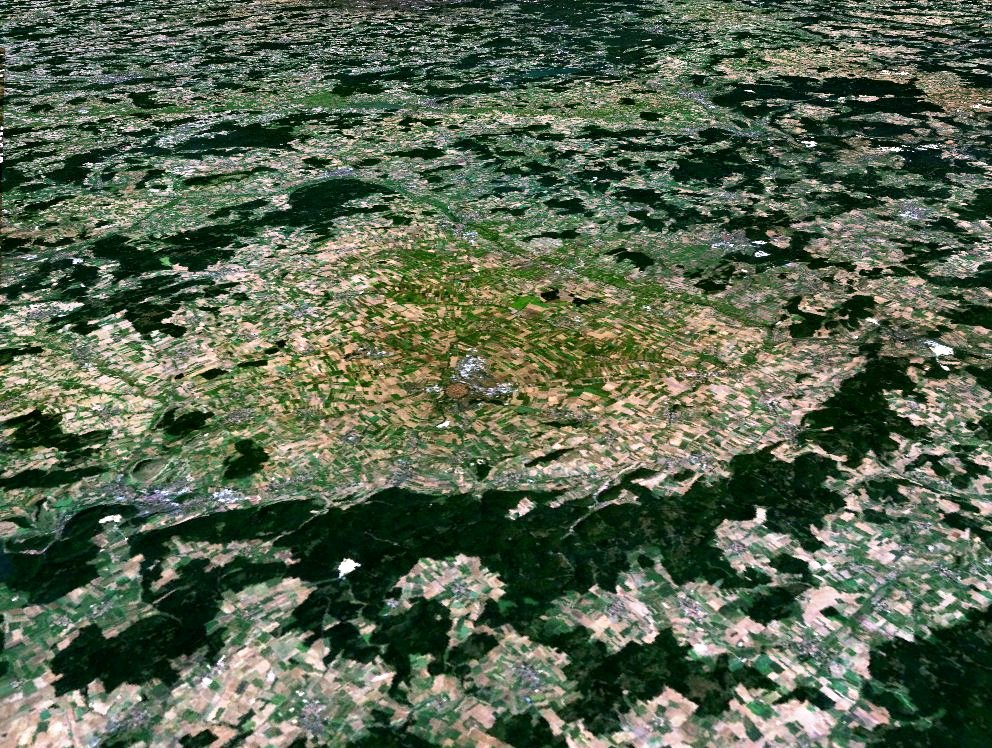
Luchtfoto. De donkere plekken zijn bossen.
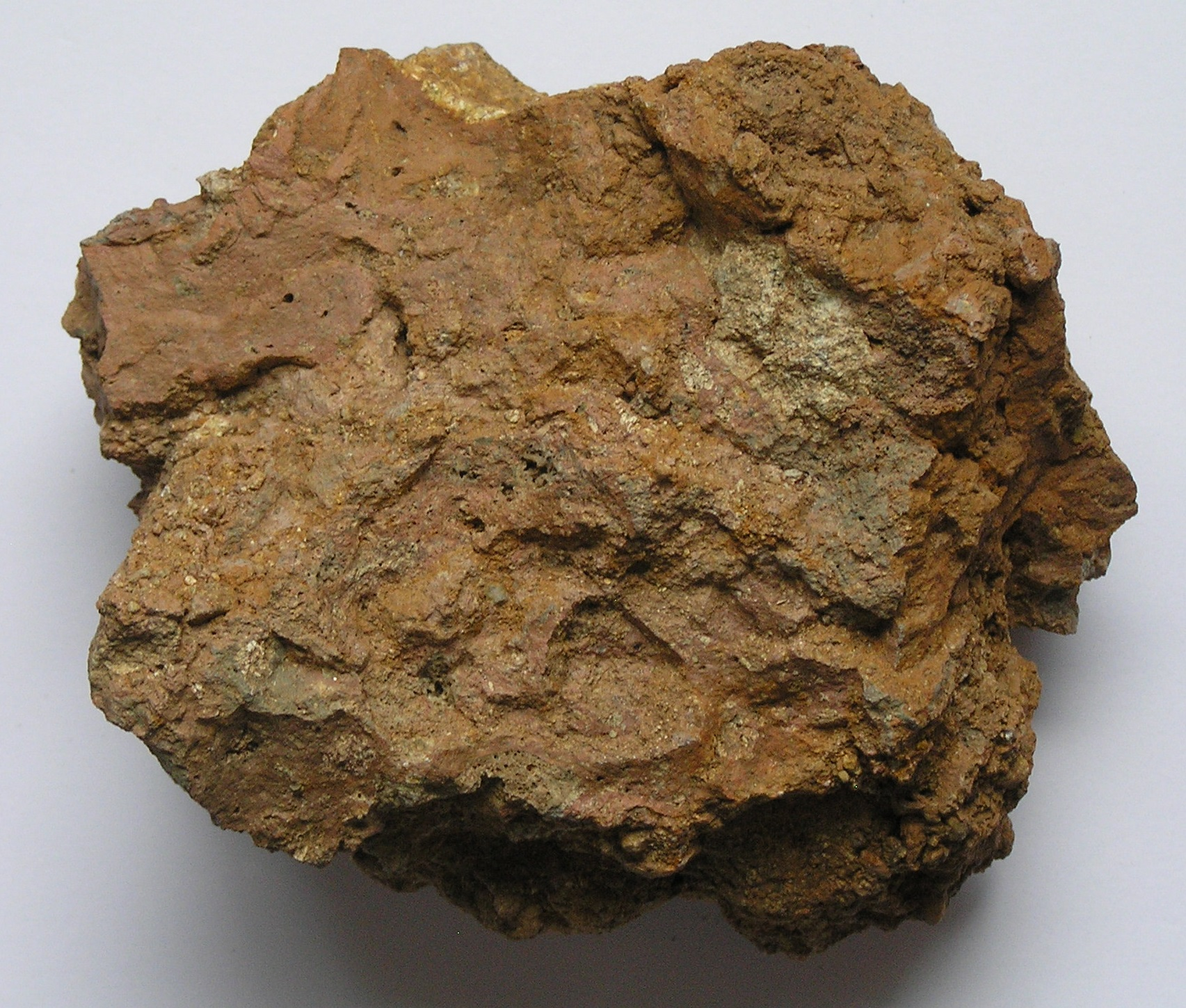
Een brok sueviet uit het Nördlinger Ries
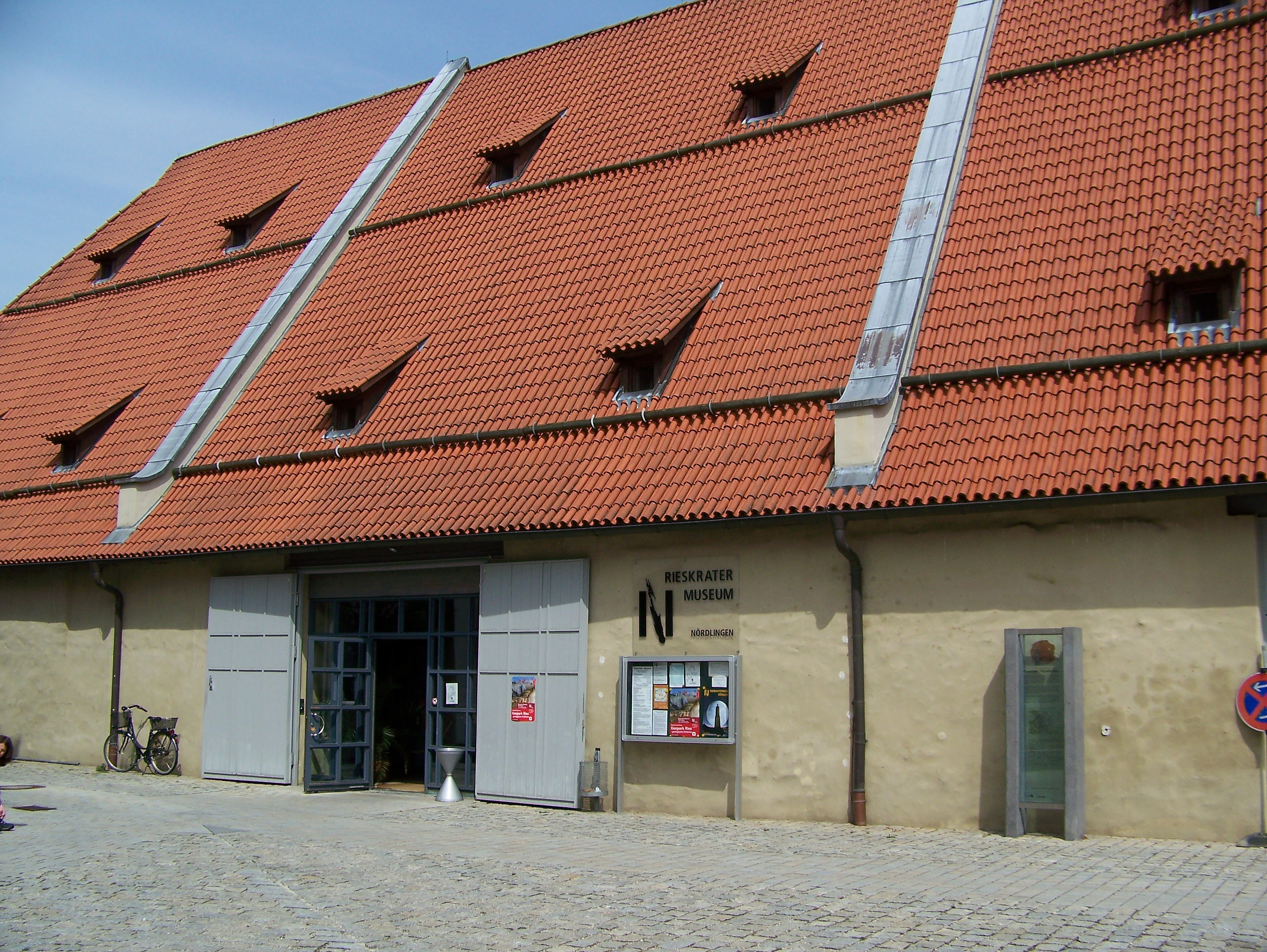
RiesKraterMuseum, Nördlingen

## De of het
Nederlandssprekenden kiezen  gewoonlijk het lidwoord de: de Nördlinger Ries. In het Duits is het woord onzijdig: das Nördlinger Ries, in het Nederlands wordt die keuze ook wel gemaakt: het Nördlinger Ries. 

## Museum
In een uit omstreeks 1503 daterend gebouw in de stad Nördlingen is het RiesKraterMuseum gevestigd. Het behandelt vooral de geologie en de ontstaansgeschiedenis van het kratergebied.